# Private Resort
Private Resort (no Brasil: Férias do Barulho) é um comédia cinematográfica dos Estados Unidos de 1985, dirigido por George Bowers e escrito por Gordon Mitchell, Ken Segall e Alan Wenkus. O filme estrelou o então desconhecido Rob Morrow em sua primeira aparição no cinema, Johnny Depp em seu primeiro papel como protagonista, e Andrew Dice Clay.
Private Resort foi o terceiro de uma série de filmes de comédia sexuais adolescentes cômicas do produtor R. Ben Efraim, cada uma das quais tinha a palavra Private no título. Os dois filmes anteriores foram Private Lessons e Private School.

## Sinopse
Johnny Depp e Rob Morrow estrelam como dois adolescentes loucos por sexo em busca da aventura de suas vidas. Os jovens rapazes, Jack (Depp) e seu amigo Ben (Morrow) partem para as férias perfeitas num luxuoso hotel na Flórida cheio de belas e atraentes garotas e hospedes endinheirados. Ali, além de se envolver com as mulheres, eles se envolvem com um perigoso ladrão de joias (Hector Elizondo) por tentarem seduzir a sua mulher (Leslie Easterbrook), passando a persegui-los, ao mesmo tempo que aprontam diversas confusões e criam situações bastante divertidas. Eles têm de conseguir escapar do ladrão, de um cruel segurança e um repulsivo escocês para viverem um tempo a sós com as garotas de seus sonhos neste cenário ao mesmo tempo confuso e prazeroso, onde encontraram o amor das suas vidas.
É a típica comédia dos anos 80, que mostra adolescentes querendo ter experiências sexuais e provocando situações cômicas cheia de cenas de seminudez.

## No Brasil
Este filme é dedicado para menores de 18 anos para adulto contemporanêa de comédia de cenas de sexo e religião, está na fita de VHS na LK-Tel Vídeo e RCA-Columbia International Vídeo, a maior megassucesso de um grandes sucesso no cinema. Está na televisão brasileira no SBT e na TV Bandeirantes.

## Elenco
- Emily Longstreth — Patti
- Karyn O'Bryan — Dana
- Rob Morrow — Ben
- Johnny Depp — Jack Marshall
- Andrew Clay — Curt
- Hector Elizondo — The Maestro
- Dody Goodman — Amanda Rawlings
- Leslie Easterbrook — Bobbie Sue
- Michael Bowen — Scott
- Hilary Shepard Turner — Shirley
- Jill Selkowitz — Edna
- Tony Azito — Reeves (Chefe de Segurança)